# Meadow Lake (ancienne circonscription fédérale)
Pour les articles homonymes, voir Meadow Lake.
Meadow Lake fut une circonscription électorale fédérale de la Saskatchewan, représentée de 1948 à 1979.
La circonscription de Meadow Lake a été créée en 1947 d'une partie de The Battlefords. Abolie en 1976, elle fut redistribuée parmi Prince Albert et The Battlefords—Meadow Lake.

## Députés
1. 1949-1958 — John H. Harrison, PLC
2. 1958-1972 — Bert Cadieu, PC
3. 1972-1974 — Eli Nesdoly, NPD
4. 1974-1979 — Bert Cadieu, PC (2)

- NPD = Nouveau Parti démocratique
- PC = Parti progressiste-conservateur
- PLC = Parti libéral du Canada